# 三豐路 (台中市)
三豐路為臺灣臺中市由豐原區到苗栗縣三義鄉之間的重要聯絡道路。大致呈南北向，北連大安溪新義里大橋，南扺豐原區豐原車站；此路大部份路段（圓環北路－大安溪段）屬省道台13線尖豐公路。全線共分五段，其中一至二段位於豐原區，三至五段位於后里區。
2016年8月1日三豐路調整路段，圓環北路以南之舊三豐路改名為源豐路，行經舊義里大橋之舊三豐路改名為三豐東路，原豐原區豐中路及后里區新義里大橋併入三豐路，共分為五段。

## 行經行政區域
（由南至北）
- 豐原區
- 后里區

## 分段
- 一段：豐原火車站－豐原大道
- 二段：豐原大道－后豐大橋
- 三段：后豐大橋－甲后路
- 四段：甲后路－后里區福美路
- 五段：后里區福美路－新義里大橋

## 車道配置
- 豐原火車站－圓環北路：雙向二車道
- 圓環北路－三豐路二段375巷/396巷：雙向四車道。
- 三豐路二段375巷/396巷－后豐大橋：雙向四車道，設置中央綠化安全島。
- 后豐大橋－后科路：雙向四車道，設置中央綠化安全島及雙向慢車道。
- 后科路－九甲路：雙向四車道。
- 九甲路－福美路：雙向四車道，設置中央安全島。
- 福美路－新義里大橋：雙向四車道。

## 本道路客運
- 本表更新時間為2018年2月14日。

| 編號  | 業者                       | 路線                           | 行駛區間                                              | 備註                                       |
| ----- | -------------------------- | ------------------------------ | ----------------------------------------------------- | ------------------------------------------ |
| 12    | 豐原客運 臺中客運 全航客運 | 明德高中（明德街）－豐原鎮清宮 | 中正路－圓環北路                                      |                                            |
| 63    | 豐原客運 統聯客運          | 豐原東站－臺中榮總             | 豐原區中正路－圓環北路                                | 不行經社口                                 |
| 92    | 豐原客運                   | 豐原－大安國中                 | 豐原區三民路－甲后路                                  |                                            |
| 155   | 中台灣客運                 | 高鐵臺中站－麗寶樂園           | 后豐交流道－后里區馬場路                              | 經朝馬、后里區公所                         |
| 155副 | 中台灣客運                 | 高鐵臺中站－麗寶樂園           | 后豐交流道－后里區馬場路 后里區成功路－后里區九甲七路 | 經統聯轉運站、后里區九甲七路               |
| 211   | 豐原客運                   | 豐原－大甲體育場               | 圓環北路－后里區南村路 甲后路－后里區福美路           | 經土城、泰安鐵道文化園區                   |
| 212   | 豐原客運                   | 豐原－大甲體育場               | 圓環北路－甲后路                                      | 經水美                                     |
| 213   | 豐原客運                   | 豐原－大甲體育場               | 圓環北路－甲后路                                      | 經下后里                                   |
| 214   | 豐原客運                   | 后里馬場－大甲火車站           | 后里區成功路－后里區福美路                            | 經外埔區六分路                             |
| 215   | 豐原客運                   | 豐原－大甲體育場               | 圓環北路－甲后路                                      | 經麗寶樂園 不經后里區公所                  |
| 226   | 豐原客運                   | 中科后里辦公室－太平里         | 大山路－甲后路                                        | －                                         |
| 226繞 | 豐原客運                   | 中科后里辦公室－太平里         | 大山路－南村路                                        | 繞經南村路                                 |
| 700   | 臺中客運 全航客運          | 豐原高中－明德高中             | 圓環北路－豐原區中正路                                | 僅停靠現今12路重點站位 例假日及寒暑假停駛  |
| 811   | 捷順交通                   | 豐原東站－大甲體育場           | 國豐路－星科路 甲后路－九甲七路                       | 經豐原高中、后里馬場、泰安服務區、麗寶樂園 |
| 900   | 豐原客運                   | 光明國中－豐原高中             | 豐原區中正路－圓環北路                                | 僅停靠現今55路重點站位 例假日及寒暑假停駛  |
| 989   | 豐原客運                   | 翁子－仁愛圳前公園             | 豐原區中正路－葫蘆墩一街                              | 經豐洲工業區、陽明大樓                     |
| 989延 | 豐原客運                   | 翁子－神圳國中                 | 豐原區中正路－葫蘆墩一街                              | 經豐洲工業區、陽明大樓                     |

## 沿線設施

### 三豐路
（由南到北）

| 一段（豐原區） 中正路、三民路、東北街 - 臺鐵臺中線豐原車站 - 豐原客運豐原站 - 統聯客運豐原站 - 五都大飯店 - 臺中市政府警察局豐原分局頂街派出所 葫蘆墩圳停車場 - 花旗銀行豐原分行 圓環北路一、二段 - 葫蘆墩公園 - 臺中市政府消防局豐原分隊 - iBike豐原國中租賃站 - 臺中市立豐原國民中學 豐原大道六、七段 二段 - 中華郵政豐原大湳郵局 國豐路 Module:Jct第187行Lua错误：bad argument #2 to 'format' (string expected, got table)后豐交流道 - 后豐大橋 大甲溪 | 三段（后里區） - 中部科學園區七星基地 南村路 馬場路（往后里馬場） 公安路 - 臺中市政府警察局義里派出所 - 臺中市立啟明學校 - 合作金庫銀行后里分行 （往后里車站、月眉糖廠） 四段 - 中部科學園區后里基地 九甲路 城廍圳 福美路 五段 安眉路 - 中社觀光花市 重劃東路、新店庄 三豐東路（往舊義里大橋） - 義里大橋 大安溪（終點，苗栗縣與臺中市交界） |

| （由南到北） 中正路、市前街 - 台灣企銀豐原分行 - 大眾銀行豐原分行 - 星展銀行豐原分行 - 台中銀行豐原分行 - 國泰世華銀行豐原分行 圓環北路一段 | （由南到北） 三豐路 - 舊義里大橋 |

1. ↑  臺中市政府全球資訊網-機關訊息-【公告】本市豐原區及后里區之「三豐路」道路名稱整併分段及周邊道路重新命名事宜 （页面存档备份，存于），2016-06-03，臺中市豐原區戶政事務所